# Hugo Keenan
Hugo Keenan (18 de junho de 1996) é um jogador de rugby irlandês, que joga na posição de back.

## Carreira
Keenan frequentou a escola secundária no Blackrock College. Lá, ele foi membro da equipe que venceu a Leinster Schools Senior Cup de 2014, com Keenan conhecido por sua corrida e passe, incluindo a marcação de um try na final.
Keenan jogou como ala na seleção nacional de rugby da Irlanda sub-20. Keenan começou todas as partidas da seleção sub-20 da Irlanda durante o Six Nations sub-20 de 2016. Ele também começou todas as partidas no Campeonato Mundial de Rugby sub-20 de 2016, incluindo a vitória histórica da Irlanda sobre a Nova Zelândia.
Keenan foi convocado para o acampamento da seleção irlandesa de rugby sevens no início de 2017. Keenan fez parte da equipe irlandesa de sevens durante a Grand Prix Series de 2017. Ele marcou vários tries durante a vitória da Irlanda no Moscow Sevens de 2017, incluindo um try crucial na vitória da Irlanda por 28–21 na semifinal sobre a Rússia. Ele foi um dos doze convocados para a seleção nacional nos Jogos Olímpicos de Verão de 2024.